# Juan de Mendoza y Luna
Juan de Mendoza y Luna, marchese di Montesclaros o Montes Claros (Guadalajara, gennaio 1571 – Madrid, 9 ottobre 1628), è stato un nobile spagnolo, un uomo di lettere, ed il decimo viceré della Nuova Spagna. Governò dal 27 ottobre 1603 al 2 luglio 1607. In seguito fu anche viceré del Perù dal 21 dicembre 1607 al 18 dicembre 1615.
Dopo il ritorno in Spagna divenne consigliere del re ed alto ufficiale di Corte.

## Gioventù ed inizi della carriera
Juan de Mendoza y Luna era figlio del secondo marchese di Montesclaros. Il padre morì prima della sua nascita, ed egli fu allevato dalla madre, Isabel Manrique de Padilla.
Servì nell'esercito del duca di Alba nella campagna di Portogallo, come capitano dei lancieri. Per il suo servizio fu insignito dell'Ordine di Santiago nel 1591. In seguito divenne governatore di Siviglia, dove ebbe il primo contatto col mondo delle Indie. Il 19 maggio 1603 la Corona lo nominò viceré della Nuova Spagna.

## Viceré della Nuova Spagna
Fece l'entrata formale a Città del Messico il 26 ottobre 1603, accompagnato dalla moglie Ana de Mendoza, ed assunse le redini del governo. Immediatamente accusò il predecessore, Gaspar de Zúñiga, di eccessive spese ed abuso dell'autorità.
Nell'agosto del 1604 si verificò una grande inondazione di Città del Messico. Inizialmente il viceré suggerì di spostare la capitale sulle vicine colline di Tacubaya, ma la cosa si rivelò troppo costosa. Decise quindi di terminare i lavori di drenaggio del canale di Huehuetoca, ma la cosa richiedeva molti anni ed il lavoro di 15000 indiani per essere portata a termine. Nel frattempo riparò gli argini costruiti durante il regno di Luis de Velasco, costruendo anche le strade di San Antonio Abad, Chapultepec, San Cristóbal e Guadalupe. Parte della città rimase sommersa per un anno.
Mendoza y Luna costruì anche un acquedotto in archi di pietra che portava l'acqua dalle sorgenti di Chapultepec al centro della città. Ripulì i canali d'acqua e lastricò molte strade con ciottoli.
Aumentò i limiti imposti agli indiani riguardo al fatto di tornare a vivere nelle loro terre.

## Ultima parte di carriera
Il 20 novembre 1606 Mendoza y Luna fu nominato viceré del Perù, con l'ordine di restare in Nuova Spagna fino all'arrivo del successore. Il nuovo viceré, Luis de Velasco, giunse nel luglio dell'anno seguente, e Mendoza salpò da Acapulco verso Lima in quel mese.
Rimase viceré del Perù fino al 1615. Durante il suo governo, a Lima furono costruiti il famoso ponte in pietra e l'Alameda de los Descalzos. Tornò in Spagna l'anno seguente, diventando consigliere di stato e di guerra. In seguito fu presidente del consiglio di Hacienda (tesoro), e del consiglio di Aragona. Nel 1621 re Filippo IV di Spagna lo nominò Grande di Spagna.
Morì a Madrid nel 1628, all'età di 57 anni.